# Belalcázar (Spagna)
Belalcázar è un comune spagnolo di 3 680 abitanti situato nella comunità autonoma dell'Andalusia, nella provincia di Cordova. Fa parte della comarca di Los Pedroches.

## Monumenti e luoghi d'interesse
- Il castello di Belalcázar è una struttura gotica, iniziata a costruire intorno alla seconda metà del XV secolo, anche noto come Castillo de Gahete o Castillo de Gafiq.